# Alexander Wennberg
Alexander Wennberg (ur. 22 września 1994 w Sztokholmie) – szwedzki hokeista..
Został wybrany przez Columbus Blue Jackets z 14. numerem podczas NHL Entry Draft 2013. We wrześniu 2017 zawodnik podpisał 6-letni kontrakt z Blue Jackets. W październiku 2020 przeszedł do Florida Panthers.

## Statystyki

### Sezon zasadniczy i play-off
| 2011–12     | Djurgårdens IF        | J20         | 42  | 1  | 18  | 19  | 6  | 3 | 0 | 1 | 1 | 0 |
| 2011–12     | Djurgårdens IF        | SHL         | 1   | 0  | 0   | 0   | 0  | — | — | — | — | — |
| 2012–13     | Djurgårdens IF        | J20         | 2   | 1  | 1   | 2   | 0  | 1 | 0 | 1 | 1 | 0 |
| 2012–13     | Djurgårdens IF        | Allsv       | 46  | 14 | 18  | 32  | 14 | 3 | 0 | 3 | 3 | 0 |
| 2013–14     | Frölunda HC           | SHL         | 50  | 16 | 5   | 21  | 8  | 7 | 1 | 0 | 1 | 0 |
| 2014–15     | Columbus Blue Jackets | NHL         | 68  | 4  | 16  | 20  | 22 | — | — | — | — | — |
| 2014–15     | Springfield Falcons   | AHL         | 6   | 0  | 3   | 3   | 12 | — | — | — | — | — |
| 2015–16     | Columbus Blue Jackets | NHL         | 69  | 8  | 32  | 40  | 2  | — | — | — | — | — |
| 2016–17     | Columbus Blue Jackets | NHL         | 80  | 13 | 46  | 59  | 21 | 5 | 0 | 1 | 1 | 2 |
| 2017–18     | Columbus Blue Jackets | NHL         | 66  | 8  | 27  | 35  | 12 | 3 | 1 | 1 | 2 | 0 |
| NHL łącznie | NHL łącznie           | NHL łącznie | 283 | 33 | 121 | 154 | 57 | 8 | 1 | 2 | 3 | 2 |

### Międzynarodowe
| Rok                | Drużyna            | Turniej            | Wynik              | M  | G | A  | Pkt | Min |
| ------------------ | ------------------ | ------------------ | ------------------ | -- | - | -- | --- | --- |
| 2012               | Szwecja            | MŚ U18             | 1st                | 6  | 3 | 6  | 9   | 0   |
| 2013               | Szwecja            | MŚJ                | 1st                | 6  | 2 | 1  | 3   | 0   |
| 2014               | Szwecja            | MŚJ                | 1st                | 7  | 3 | 4  | 7   | 2   |
| 2016               | Szwecja            | MŚ                 | 6                  | 8  | 1 | 7  | 8   | 4   |
| Juniorskie łącznie | Juniorskie łącznie | Juniorskie łącznie | Juniorskie łącznie | 19 | 8 | 11 | 19  | 2   |
| Seniorskie łącznie | Seniorskie łącznie | Seniorskie łącznie | Seniorskie łącznie | 8  | 1 | 7  | 8   | 4   |